# Philip Carteret

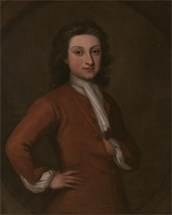
Philip Carteret

Philip Carteret, född den 22 januari 1733 på Jersey, Storbritannien, död 21 juli 1796 i Southampton, var en brittisk sjöofficer och upptäcktsresande. Han betraktas som upptäckaren av Pitcairn och några andra öar i Stilla Havet.

## Carterets tidiga liv
Carteret var son till Charles De Carteret, Seigneur till Trinity på Jersey. Sonen ärvde senare faderns titel.
Han mönstrade på som 14-åring i den brittiska flottan Royal Navy och tjänstgjorde med låg rang på olika fartyg. 1764 blev Carteret befordrad till löjtnant.
Carteret deltog åren 1764 till 1766 i en världsomsegling på fregatten HMS Dolphin under befäl av John Byron.

## Expeditionen till Stilla Havet

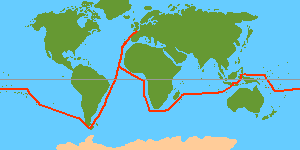
Carterets expedition

Som kommendörkapten blev Carteret fartygschef på HMS Swallow för en expedition till Stilla havet tillsammans med HMS Prince Frédéric under Jacques Brines befäl och HMS Dolphin under kommendörkapten Samuel Wallis befäl. Expeditionen lämnade Plymouth den 22 augusti och nådde Stilla havet genom Magellans sund den 17 december 1766, där de förblev till april 1767.
Därefter tog fartygen olika rutter där Carteret seglade mot nordväst där de den 2 juli 1767 upptäckte Pitcairnön som de namngav efter den besättningsman som först såg ön.
Resan fortsatte och senare upptäcktes även några öar bland Tuamotuöarna och han nådde därefter Santa Cruzöarna (idag del av Salomonöarna). Carteret fortsatte nordväst mot Papua Nya Guinea där han den 29 augusti upptäckte Duke of York Öarna och S:t Georgskanalen vilken separerar Niu Britenön (New Britain) från Niu Ailanön (New Ireland) i Bismarckarkipelagen. Där upptäckte han senare även Lavongaiön (New Hanover), Amiralitetsöarna (idag Manusöarna) och Carteretöarna.
Därefter gick färden genom Moluckerna (tidigare Kryddöarna) där Carteret kartlade Sulawesiöns västkust (tidigare Celebesön) i Indonesien tills han slutligen nådde Sulawesis huvudort Mangkassar den 15 december 1767 som blev ett viloläge. Resan återupptogs den 3 juni 1768 mot Batavia (idag Jakarta) och förbi Godahoppsudden för att slutligen nå Spithead i södra England den 20 mars 1769 ett år efter Wallis.

## Carterets sena liv
Carteret drog sig tillbaka till privatlivet 1794 efter att ha blivit befordrad till konteramiral. Han levde stillsamt fram till sin död den 21 juli 1796 i Southampton.